# Willys MB
A Willys MB az amerikai hadsereg által megrendelt terepjárók egyike. Nagyon hasonlít a Ford GPW-re. Az erős katonai jármű a második világháborús amerikai terepjáró jelképe.

## Története, felépítése

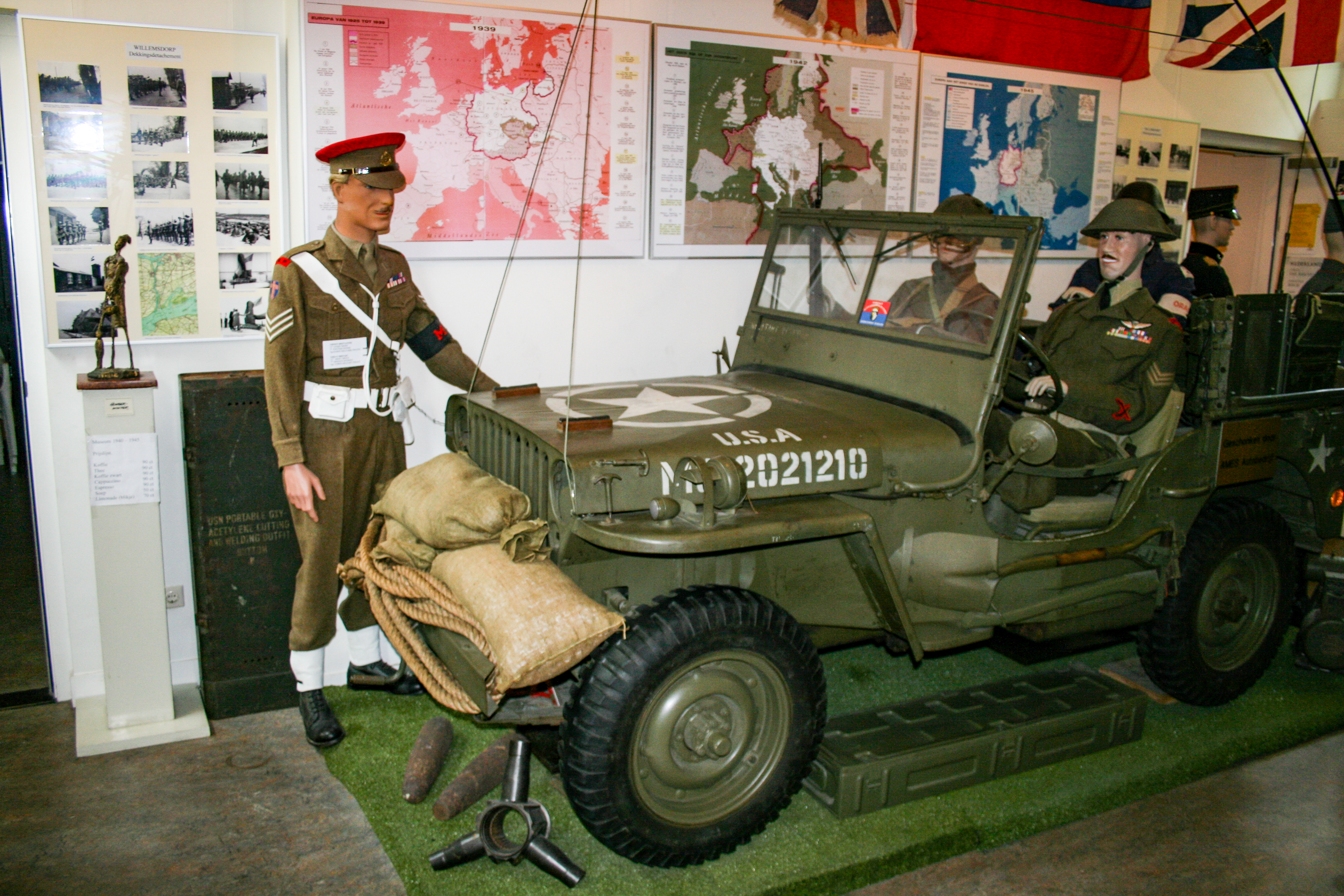
Willys dzsip a dordrechti második világháborús múzeumban

Az 1940-es években az amerikai hadseregnek szüksége volt egy új terepjáró kifejlesztésére, ezért pályázatot írt ki; amin a Bantam terveit fogadták el. 1941-ben kezdődött meg a gyártás a Bantam, a Ford, és a Willys gyáraiban. 1945-től már csak magánszemélyeknek gyárt a Willys terepjárókat, mivel az amerikai hadsereg nem rendel többet belőlük. 1970-ben a Willys beleolvadt az American Motor Corporation-ba.

### Felépítése
Négyszemélyes, az üléseket marhaszőrrel és kaucsukkal tömték ki és vízálló pamutvászonnal borították. A csapadék elleni védelemről egy csővázzal merevített ponyva gondoskodik.
A karosszéria acélból készült.
- Első futómű: merevtengely, laprugók
- Hátsó futómű:  merevtengely, laprugók
- Fékek: dobfék (elöl, hátul)
- Kerekek: 16 colos osztott acél keréktárcsák
  - Abroncsok: 6,00-16